# CCTV-12
CCTV-12 is de twaalfde zender van de Chinese staatstelevisie CCTV. De zender houdt zich vooral bezig met thema's rond moraal en recht. De zender begon op 28 december 2004 met uitzenden onder de naam CCTV-12. Daarvoor heette het nog Chinese Centrale televisiezender van westelijk China 中國中央電視台西部頻道. De zender is ook in HD beschikbaar.
Burger, rechtvaardigheid en 'bezit is van iedereen' zijn de drie motto's van de zender.

## Dagelijkse programmering (2008)
- 08:15 大家看法, Society View
- 08:35 道德观察, Observation in Morality
- 09:00 第一线, First Line
- 09:20 今日说法, Today's View
- 09:50 法律讲堂, Legal Lecture Room
- 10:25 法治视界, Government By Law and Public Perception
- 10:50 庭审现场, Court Hearing Scene
- 11:35 心理访谈, Psychological Visits Discussion
- 12:00 中国法治报道, Government Law Report
- 12:30 大家看法, Society View
- 12:50 道德观察, Observation in Morality
- 13:10 第一线, First Line
- 13:35 经济与法回放, Economy and Law
- 14:05 法律讲堂, Legal Lecture Room
- 14:40 庭审现场, Court Hearing Scene
- 15:25 心理访谈, Psychological Visits Discussion